# Büllingen
Büllingen (in francese Bullange, in vallone Bollindje) è un comune della Comunità germanofona del Belgio e costituisce uno dei nove comuni di lingua tedesca facenti parte della Vallonia nella provincia di Liegi.
Il paese si trova ai confini delle Ardenne ed è parte integrante del parco naturale delle "Hautes Fagnes-Eifel" e fu annesso al Belgio attraverso il Trattato di Versailles con gli altri comuni dei Cantoni dell'Est.
Addossato alla frontiera tedesca, il comune è il più orientale dell'intero Belgio e dipende amministrativamente dal cantone di Sankt-Vith: dopo la fusione tra i precedenti comuni di Rocherath e di Manderfelt, forma attualmente un comune che conta al 1º luglio 2004 circa 5.350 abitanti (2.744 uomini e 2.606 donne) ripartiti su una superficie totale di 150,50 km².
La regione, prossima al territorio delle Hautes Fagnes, ospita le sorgenti del fiume Warche, dell'Our, dell'Olef e dello Schwalm.

## Località
Manderfeld, Rocherath, Hünningen (in francese Hunnange), Mürringen (in francese Murrange).